# Sieboldius
Sieboldius is een geslacht van libellen (Odonata) uit de familie van de rombouten (Gomphidae).

## Soorten
Sieboldius omvat 8 soorten:
- Sieboldius albardae Selys, 1886
- Sieboldius alexanderi (Chao, 1955)
- Sieboldius deflexus (Chao, 1955)
- Sieboldius gigas (Martin, 1904)
- Sieboldius herculeus Needham, 1930
- Sieboldius japponicus Selys, 1854
- Sieboldius maai Chao, 1990
- Sieboldius nigricolor (Fraser, 1924)